# Juriniopsis lampuris
Juriniopsis lampuris är en tvåvingeart som beskrevs av Henry J. Reinhard 1953. Juriniopsis lampuris ingår i släktet Juriniopsis och familjen parasitflugor. Inga underarter finns listade i Catalogue of Life.